# Sant'Oreste
Sant'Oreste es una localidad italiana de la provincia de Roma, región de Lazio, con 3.810 habitantes.

## Evolución demográfica
| Gráfica de evolución demográfica de Sant'Oreste entre 1861 y 2001 |
|                                                                   |
| Fuente ISTAT - elaboración gráfica de Wikipedia                   |